# Lijst van rijksmonumenten in Maastricht/Kleine Staat
Een overzicht van de 16 rijksmonumenten in de stad Maastricht gelegen aan of bij de Kleine Staat.
| Object                                                                 | Oorspronkelijke functie? | Bouwjaar                | Architect | Locatie         | Coördinaten?                  | Nr.?  | Afbeelding        |
| ---------------------------------------------------------------------- | ------------------------ | ----------------------- | --------- | --------------- | ----------------------------- | ----- | ----------------- |
| Dinghuis                                                               | Gebouw                   | ca. 1470/Begin 16e eeuw |           | Kleine Staat 1  | 50° 50' 60" NB, 5° 41' 33" OL | 27223 | Meer afbeeldingen |
| Huis met lijstgevel.                                                   | Gebouw                   | eerste helft 18e eeuw   | onbekend  | Kleine Staat 3  | 50° 50' 59" NB, 5° 41' 33" OL | 27224 | Meer afbeeldingen |
| Huis met lijstgevel van hardsteen.                                     | Gebouw                   | eerste helft 18e eeuw   |           | Kleine Staat 3B | 50° 50' 59" NB, 5° 41' 33" OL | 27225 | Meer afbeeldingen |
| Huis met lijstgevel.                                                   | Gebouw                   | eerste helft 18e eeuw   |           | Kleine Staat 4  | 50° 50' 59" NB, 5° 41' 32" OL | 27226 | Meer afbeeldingen |
| Huis met lijstgevel.                                                   | Woonhuis                 | 18e eeuw                |           | Kleine Staat 7  | 50° 50' 59" NB, 5° 41' 33" OL | 27227 | Meer afbeeldingen |
| Huis met lijstgevel.                                                   | Gebouw                   | 18e eeuw                |           | Kleine Staat 8  | 50° 50' 59" NB, 5° 41' 33" OL | 27228 | Meer afbeeldingen |
| Huis met lijstgevel.                                                   | Woonhuis                 | 18e eeuw                |           | Kleine Staat 9  | 50° 50' 59" NB, 5° 41' 34" OL | 27229 | Meer afbeeldingen |
| Huis met lijstgevel.                                                   | Gebouw                   | 18e eeuw                |           | Kleine Staat 10 | 50° 50' 59" NB, 5° 41' 33" OL | 27230 | Meer afbeeldingen |
| Huis met lijstgevel.                                                   | Gebouw                   | 18e eeuw                |           | Kleine Staat 11 | 50° 50' 59" NB, 5° 41' 34" OL | 27231 | Meer afbeeldingen |
| Huis met brede lijstgevel.                                             | Gebouw                   | derde kwart 18e eeuw    |           | Kleine Staat 12 | 50° 50' 59" NB, 5° 41' 33" OL | 27232 | Meer afbeeldingen |
| Huis met lijstgevel en segmentboogvensters met Lodewijk XV-cartouches. | Woonhuis                 | derde kwart 18e eeuw    |           | Kleine Staat 13 | 50° 50' 58" NB, 5° 41' 34" OL | 27233 | Meer afbeeldingen |
| Huis met lijstgevel en een gevelsteen 17 LEEUWEN STEEN 51.             | Gebouw                   | 1751                    |           | Kleine Staat 14 | 50° 50' 58" NB, 5° 41' 33" OL | 27234 | Meer afbeeldingen |
| Huis met lijstgevel.                                                   | Gebouw                   | 18e eeuw                |           | Kleine Staat 16 | 50° 50' 58" NB, 5° 41' 33" OL | 27235 | Meer afbeeldingen |
| Huis met lijstgevel van hardsteen.                                     | Woonhuis                 | 18e eeuw                |           | Kleine Staat 17 | 50° 50' 58" NB, 5° 41' 34" OL | 27236 | Meer afbeeldingen |
| Huis met lijstgevel.                                                   | Woonhuis                 | 18e eeuw                |           | Kleine Staat 18 | 50° 50' 58" NB, 5° 41' 33" OL | 27237 | Meer afbeeldingen |
| Huis met lijstgevel.                                                   | Gebouw                   | 18e eeuw                |           | Kleine Staat 20 | 50° 50' 58" NB, 5° 41' 34" OL | 27238 | Meer afbeeldingen |